# Ducati Corse
Ducati Corse – włoski zespół fabryczny Ducati startujący w MotoGP.
W sezonie 2019 zespół startujący w MotoGP występuje pod nazwą sponsorską Ducati Team, zaś zawodnikami etatowymi zespołu są: Andrea Dovizioso oraz Danilo Petrucci.